# Bolesław II Rogatka

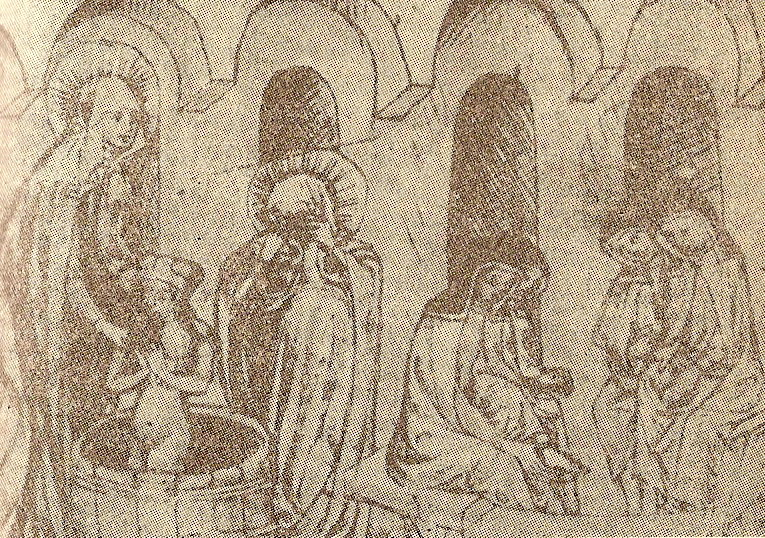
Św. Jadwiga obmywa swego wnuka Bolesława Rogatkę, obok Anna Czeska. Miniatura z XV wieku

Bolesław II Rogatka, także Łysy i Cudaczny (ur. między 1220 a 1225, zm. 26 grudnia 1278) – książę krakowski w 1241, w latach 1241–1247 książę południowo-zachodniej Wielkopolski, książę śląski w latach 1241–1248, legnicko-głogowski w latach 1248–1249/1251, w 1249 strata Lubusza, od 1249 tylko w Legnicy, od 1277 także w Środzie Śląskiej. Po kądzieli jego prababką była  Agnieszka z Châtillon– księżniczka antiocheńska, córka władców Antiochii Konstancji i Renalda z Châtillon.

## Życiorys

### Genealogia i dzieciństwo
Bolesław II Rogatka urodził się około 1224 roku, w pobożnej katolickiej rodzinie. Jego ojcem był książę Henryk II Pobożny, matką królewna czeska Anna Przemyślidka, a babcią święta Jadwiga. Mimo to nie poszedł w ślady przodków. Miał czterech braci i pięć sióstr.
|  |                           |  |  |  |  |  |  |  |  | Bolesław I Wysoki |  |  |  |
|  |                           |  |  |  |  |  |  |  |  |                   |  |  |  |
|  |                           |  |  |  |  |  |  |  |  |                   |  |  |  |
|  |                           |  |  |  |  |  |  |  |  |                   |  |  |  |
|  | Henryk I Brodaty          |  |  |  |  |  |  |  |  |                   |  |  |  |
|  |                           |  |  |  |  |  |  |  |  |                   |  |  |  |
|  |                           |  |  |  |  |  |  |  |  |                   |  |  |  |
|  |                           |  |  |  |  |  |  |  |  |                   |  |  |  |
|  | Krystyna                  |  |  |  |  |  |  |  |  |                   |  |  |  |
|  |                           |  |  |  |  |  |  |  |  |                   |  |  |  |
|  |                           |  |  |  |  |  |  |  |  |                   |  |  |  |
|  |                           |  |  |  |  |  |  |  |  |                   |  |  |  |
|  | Henryk II Pobożny         |  |  |  |  |  |  |  |  |                   |  |  |  |
|  |                           |  |  |  |  |  |  |  |  |                   |  |  |  |
|  |                           |  |  |  |  |  |  |  |  |                   |  |  |  |
|  |                           |  |  |  |  |  |  |  |  |                   |  |  |  |
|  | Bertold III (VI) Merański |  |  |  |  |  |  |  |  |                   |  |  |  |
|  |                           |  |  |  |  |  |  |  |  |                   |  |  |  |
|  |                           |  |  |  |  |  |  |  |  |                   |  |  |  |
|  |                           |  |  |  |  |  |  |  |  |                   |  |  |  |
|  | Jadwiga z Andechs         |  |  |  |  |  |  |  |  |                   |  |  |  |
|  |                           |  |  |  |  |  |  |  |  |                   |  |  |  |
|  |                           |  |  |  |  |  |  |  |  |                   |  |  |  |
|  |                           |  |  |  |  |  |  |  |  |                   |  |  |  |
|  | Agnieszka von Rochlitz    |  |  |  |  |  |  |  |  |                   |  |  |  |
|  |                           |  |  |  |  |  |  |  |  |                   |  |  |  |
|  |                           |  |  |  |  |  |  |  |  |                   |  |  |  |
|  |                           |  |  |  |  |  |  |  |  |                   |  |  |  |
|  | Bolesław II Rogatka       |  |  |  |  |  |  |  |  |                   |  |  |  |
|  |                           |  |  |  |  |  |  |  |  |                   |  |  |  |
|  |                           |  |  |  |  |  |  |  |  |                   |  |  |  |
|  |                           |  |  |  |  |  |  |  |  |                   |  |  |  |
|  | Władysław II Przemyślida  |  |  |  |  |  |  |  |  |                   |  |  |  |
|  |                           |  |  |  |  |  |  |  |  |                   |  |  |  |
|  |                           |  |  |  |  |  |  |  |  |                   |  |  |  |
|  |                           |  |  |  |  |  |  |  |  |                   |  |  |  |
|  | Przemysł Ottokar I        |  |  |  |  |  |  |  |  |                   |  |  |  |
|  |                           |  |  |  |  |  |  |  |  |                   |  |  |  |
|  |                           |  |  |  |  |  |  |  |  |                   |  |  |  |
|  |                           |  |  |  |  |  |  |  |  |                   |  |  |  |
|  | Judyta Turyńska           |  |  |  |  |  |  |  |  |                   |  |  |  |
|  |                           |  |  |  |  |  |  |  |  |                   |  |  |  |
|  |                           |  |  |  |  |  |  |  |  |                   |  |  |  |
|  |                           |  |  |  |  |  |  |  |  |                   |  |  |  |
|  | Anna Przemyślidka         |  |  |  |  |  |  |  |  |                   |  |  |  |
|  |                           |  |  |  |  |  |  |  |  |                   |  |  |  |
|  |                           |  |  |  |  |  |  |  |  |                   |  |  |  |
|  |                           |  |  |  |  |  |  |  |  |                   |  |  |  |
|  | Bela III Węgierski        |  |  |  |  |  |  |  |  |                   |  |  |  |
|  |                           |  |  |  |  |  |  |  |  |                   |  |  |  |
|  |                           |  |  |  |  |  |  |  |  |                   |  |  |  |
|  |                           |  |  |  |  |  |  |  |  |                   |  |  |  |
|  | Konstancja węgierska      |  |  |  |  |  |  |  |  |                   |  |  |  |
|  |                           |  |  |  |  |  |  |  |  |                   |  |  |  |
|  |                           |  |  |  |  |  |  |  |  |                   |  |  |  |
|  |                           |  |  |  |  |  |  |  |  |                   |  |  |  |
|  | Agnieszka z Châtillon     |  |  |  |  |  |  |  |  |                   |  |  |  |
|  |                           |  |  |  |  |  |  |  |  |                   |  |  |  |
|  |                           |  |  |  |  |  |  |  |  |                   |  |  |  |

### Początek rządów i walka o wielkopolskie dziedzictwo (1241–1247)

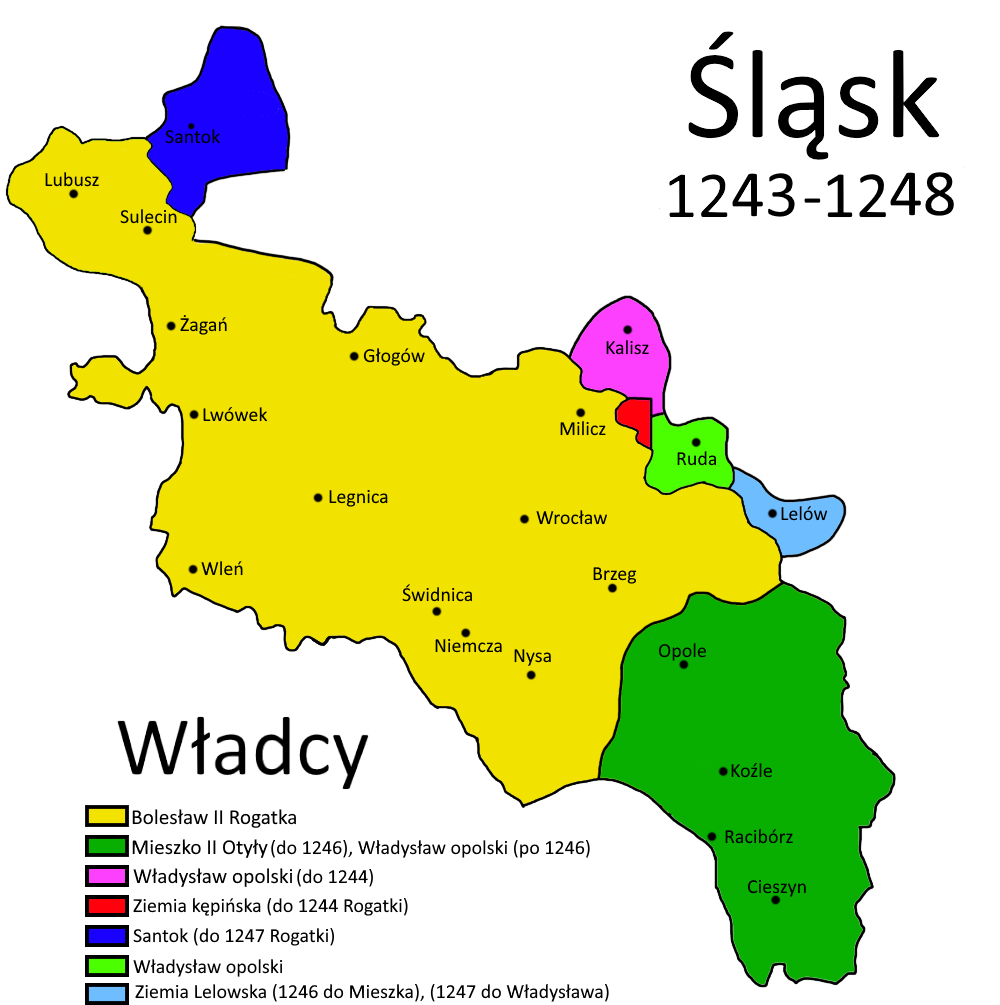
Państwo Bolesława Rogatki w latach 1242–1248 (żółty kolor)

Bolesław w przeciwieństwie do swojego ojca Henryka II Pobożnego nie musiał zbyt długo czekać na objęcie samodzielnych rządów, gdyż ten już 9 kwietnia 1241 roku poległ w bitwie z Tatarami pod Legnicą. W momencie tego wydarzenia z piątki synów księcia śląskiego za pełnoletnich wedle ówczesnych praw mogło zostać uznanych dwóch najstarszych – Bolesław i niewiele od niego młodszy Mieszko. Przez pierwsze miesiące w rządach pomagała im zapewne matka, Anna. Niektóre źródła mówią nawet wprost o jej regencji. Jeszcze w tym samym roku Bolesław objął samodzielną władzę. Początek rządów Bolesława nie był udany. Wprawdzie Mongołowie po splądrowaniu sporych obszarów Śląska wkrótce wycofali się na Węgry, nie zamierzając opanować krainy na stałe, ale i tak sytuacja Bolesława nie należała do najłatwiejszych. Dziedzictwo ojcowskie oprócz Dolnego Śląska obejmowało również większość Wielkopolski i ziemię krakowską, jednak jeszcze w lipcu 1241 roku pojawił się pretendent do Krakowa – Konrad mazowiecki. Wojna nie była jeszcze przegrana, gdyż skuteczny opór wobec księcia mazowieckiego zorganizował wojewoda krakowski, Klemens z Ruszczy, wobec jednak zupełnej bierności księcia śląskiego dość szybko znalazł sobie nowego kandydata na tron w osobie Bolesława V Wstydliwego. Zupełnie inaczej wypadki rozegrały się w Wielkopolsce. Również tam na wieść o klęsce legnickiej książęta wielkopolscy (dotychczas sprawujący władzę tylko w Nakle i Ujściu nad Notecią), Przemysł I i Bolesław Pobożny, zdecydowali się odzyskać dzielnicę należącą niegdyś do Władysława Odonica, ich ojca. Możni i rycerstwo wielkopolskie poparli ich zresztą zdecydowanie, gdyż jak twierdził kronikarz wielkopolski to oni byli prawdziwymi dziedzicami tej ziemi. Tym razem Bolesław postanowił jednak nie ustępować bez walki i początkowo wydawało się, że uzyska dla Śląska przynajmniej północno-zachodnią część tej dzielnicy z Santokiem i Międzyrzeczem na czele. Nieustępliwość Władysławowiców i narastające kłopoty rodzinne spowodowały jednak, że ostatecznie w 1247 roku i z tych nabytków musiał Bolesław zrezygnować.

### Pierwszy podział Dolnego Śląska (1248)

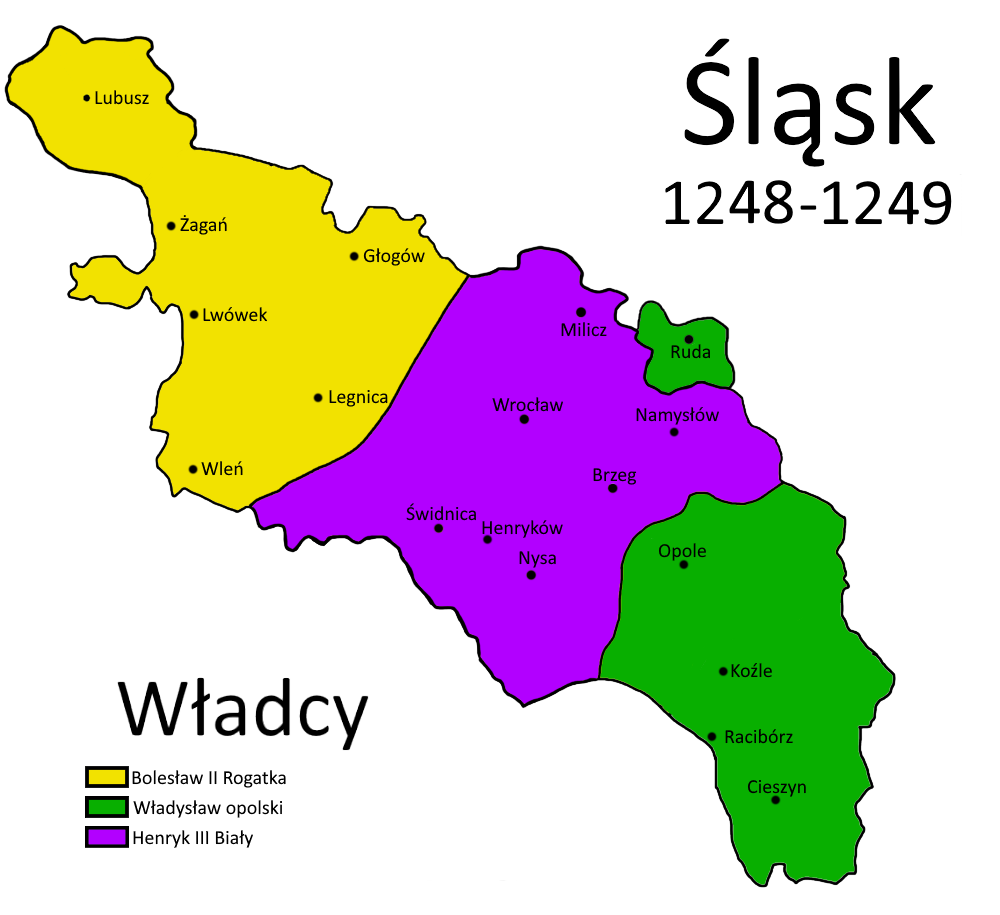
Księstwo legnicko-głogowskie pod rządami Bolesława Rogatki w latach 1248–1249 (żółty kolor)

Początkowo Bolesław nie zamierzał dopuścić do żadnych podziałów ojcowskiej dzielnicy i całość władzy chciał skupić w swoim ręku. Wprawdzie już w 1242 roku niespodziewanie zmarł drugi pod względem starszeństwa brat Bolesława, Mieszko, którego wcześniej musiał wyposażyć w ziemię lubuską, lecz wkrótce kolejni bracia zaczęli osiągać wiek dojrzały. Opór Bolesława przed rezygnacją z części władzy udało się złamać dopiero siłą, kiedy stronnicy juniorów uwięzili księcia śląskiego i osadzili w wieży legnickiej. Wypadki te spowodowały, że Bolesław stał się do końca życia bardzo nieufny wobec otoczenia, co jeszcze spotęgowało trudności z obcowaniem z władcą o niezwykle trudnym charakterze.
Do przejściowego porozumienia z młodszym Henrykiem III doszło w 1247 roku, kiedy dopuścił brata do formalnych współrządów. Współpraca między braćmi nie układała się jednak zbyt dobrze i już rok później zdecydowano się na podział jednolitej dotychczas dzielnicy na części legnicko-głogowsko-lubuską oraz wrocławską. Dodatkowo bracia zobowiązali się otoczyć opieką młodsze rodzeństwo, które miało pójść drogą kariery duchownej, przy czym Bolesławowi przypadł jako podopieczny Konrad, zaś Henrykowi – Władysław. Bolesławowi jako starszemu przysługiwało prawo wyboru dzielnicy – ten z nieznanych powodów wybrał Legnicę, może dlatego, że ziemia legnicka obfitowała w złoto znajdywane w rzekach Kaczawie i Wierzbiaku.
Wybór Legnicy mógł być także podyktowany narastającym konfliktem z możnymi potężnego Wrocławia – Rogatka liczył, że Henryk III nie poradzi sobie z tą sytuacją i księstwo z powrotem wpadnie w jego ręce, gdy jednak stało się inaczej, zgłosił pretensje również do dzielnicy brata. Henryk III Biały nie zamierzał dobrowolnie rezygnować z nowego nabytku, nowa wojna była więc kwestią czasu.

### Wojna z Henrykiem III Białym i sprzedaż Lubusza (1248–1249)
Bolesław i Henryk zaczęli przygotowywać się do konfrontacji, do której nie mieli jednak odpowiednich funduszy. Bolesław jeszcze w 1242 roku ożenił się z Jadwigą, córką Henryka I hrabiego Anhaltu oraz Irmgardy z Turyngii i teraz swoje koneksje rodzinne postanowił wykorzystać do znalezienia sojuszników do walki z bratem. Ceną za przysłanie wojsk zaciężnych było oddanie arcybiskupowi magdeburskiemu połowy ziemi lubuskiej. W rękach Niemców (tym razem Brandenburczyków, którzy niedługo zawładnęli też częścią arcybiskupią) znalazła się zresztą wkrótce i druga część ziemi nazywanej przez kronikarza „kluczem królestwa polskiego”.

### Bolesław II księciem legnickim (1249–1251)
Niemiecka pomoc tylko na moment przyniosła Bolesławowi przewagę w wojnie z bratem. W 1249 roku niespodziewanie do kraju powrócił ze studiów młodszy brat, Konrad, dla którego wcześniej Bolesław przewidywał karierę duchowną. Proponowane mu jednak stanowisko biskupa w bawarskiej Passawie nie odpowiadało jego ambicjom i również Konrad wystąpił z żądaniami wydzielenia mu osobnej dzielnicy. Rogatka nie wyraził na to zgody, w związku z czym Konrad znalazł się na dworze nieprzychylnych Bolesławowi książąt wielkopolskich (Konrad ostatecznie został nawet podwójnym szwagrem Przemysła I, gdyż z jednej strony wydał za niego swoją siostrę Elżbietę, a z drugiej ożenił się z córką Władysława Odonica, Salomeą). Do katastrofy doszło dwa lata później, kiedy książę legnicki nie sprostał połączonym siłom wielkopolskim Przemysła I i wrocławskim Henryka III Białego. Do klęski przyczyniła się również polityka wewnętrzna księcia, który opierając rządy na niemieckich przybyszach doprowadził do wybuchu niezadowolenia własnych wasali. Bolesław musiał wtedy w końcu zgodzić się na wydzielenie dzielnicy głogowskiej Konradowi (zwłaszcza że dostał się również fizycznie w ręce młodszego brata, spędzając kilka miesięcy w więzieniu). Tak więc z dziedzictwa ojcowego pozostała mu wyłącznie szczupła dzielnica ze stolicą w Legnicy.

### Współpraca z Henrykiem III Białym (1252–1256)

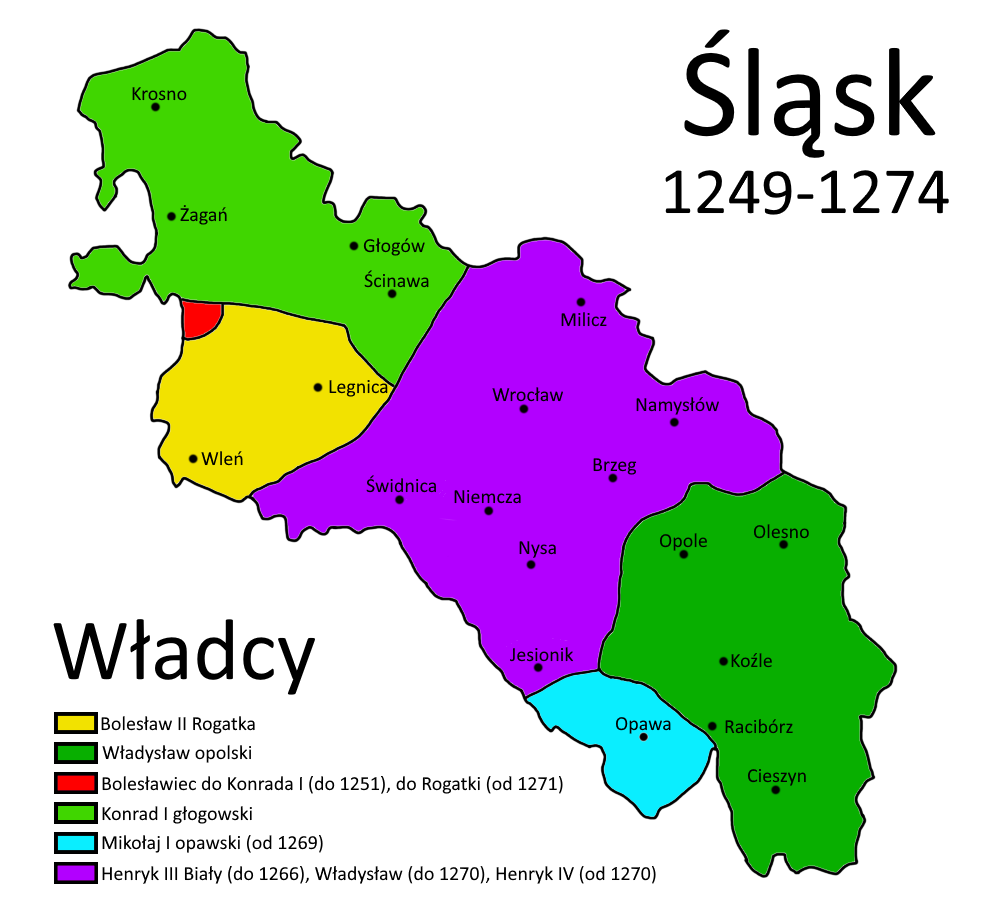
Księstwo legnickie pod rządami Bolesława Rogatki w latach 1249–1273 (żółty kolor). Od 1271 roku także w Bolesławcu nad Bobrem (czerwony kolor)

Bolesław potrzebował jednak ponad dwa lata, by z pomocą Henryka III Białego (który w tak trudnej sytuacji brata zdecydował się ostatecznie na udzielenie mu wsparcia) odzyskać w 1253 roku pełnię władzy w księstwie. Głównymi powodami niepokojów były samowole najemnych niemieckich rycerzy, którzy otrzymawszy wcześniej z rąk księcia nadania ziemskie próbowali się teraz całkowicie uniezależnić od Bolesława. Współpraca braterska przez następne lata układała się dość specyficznie. Z Henrykiem III nie dochodziło już do większych starć. Co więcej, zaistniało pewne porozumienie, zwłaszcza jeśli chodzi o stosunek do książąt wielkopolskich (próba interwencji w kurii papieskiej w 1256 roku, by przywrócić władzę nad utraconymi po 1241 roku terenami), czy biskupa wrocławskiego Tomasza (z jednej strony Bolesław nie mógł wybaczyć biskupowi, że w sporach z braćmi wspierał zawsze juniorów, z drugiej książę legnicki kontynuował walkę z nadmiernym uprzywilejowaniem kościoła, zwłaszcza kategorycznie domagał się zwrotu majątków, które znalazły się w rękach hierarchii duchownej wnet po wypadkach legnickich).

### Konflikt z biskupem wrocławskim Tomaszem (1257–1261)
Konflikt księcia Bolesława z biskupem wrocławskim sięgnął apogeum w 1257 roku, kiedy książę porwał hierarchę i przez pół roku więził go w wieży na zamku Wleń. Następnie – według Długosza – książę więził biskupa w Legnicy, gdzie "jeszcze cięższymi kazał go spętać okowy". Bezpośrednim skutkiem porwania było rzucenie przez biskupa Pełkę na księcia klątwy kościelnej oraz obłożenie diecezji wrocławskiej interdyktem (Bolesław mógł się już jednak do tej kary przyzwyczaić, skoro już dwukrotnie w 1248 i 1249 roku był wyklinany przez biskupa). Klątwy były zdejmowane dopiero po zatwierdzeniu przywilejów kościelnych i wezwanie wszystkich sąsiadów do krucjaty przeciwko księciu. Do interwencji nie doszło tylko na skutek szybkiej reakcji braci, którzy zaczęli pracować nad ugodą. Cena za powrót do łask kościoła była wysoka – Bolesław został zmuszony w 1261 roku do zapłacenia ogromnego zadośćuczynienia oraz publicznego ukorzenia się u bram katedry we Wrocławiu.

### Stosunki z Konradem głogowskim (1262–1271)
Bolesław II, choć potrafił dojść do porozumienia z Henrykiem, do końca życia pozostał we wrogich stosunkach z Konradem głogowskim. Do wzajemnych waśni dochodziło między nimi dosyć często i właściwie do końca życia Konrada trwała ustawiczna wojna podjazdowa. Z powodu braku źródeł wiadomo jednak tylko o dwóch aspektach konfliktu. Jeszcze 1257 roku Konrad głogowski przeprowadził brawurową akcję porwania Bolesława z zamku w Legnicy. Wolność odzyskał on dopiero po paru miesiącach, nie wiadomo za jaką cenę. W 1271 roku Rogatce udało się wydrzeć z rąk brata Bolesławiec nad Bobrem.

### Porwanie Henryka IV Prawego i bitwa pod Stolcem (1272–1277)

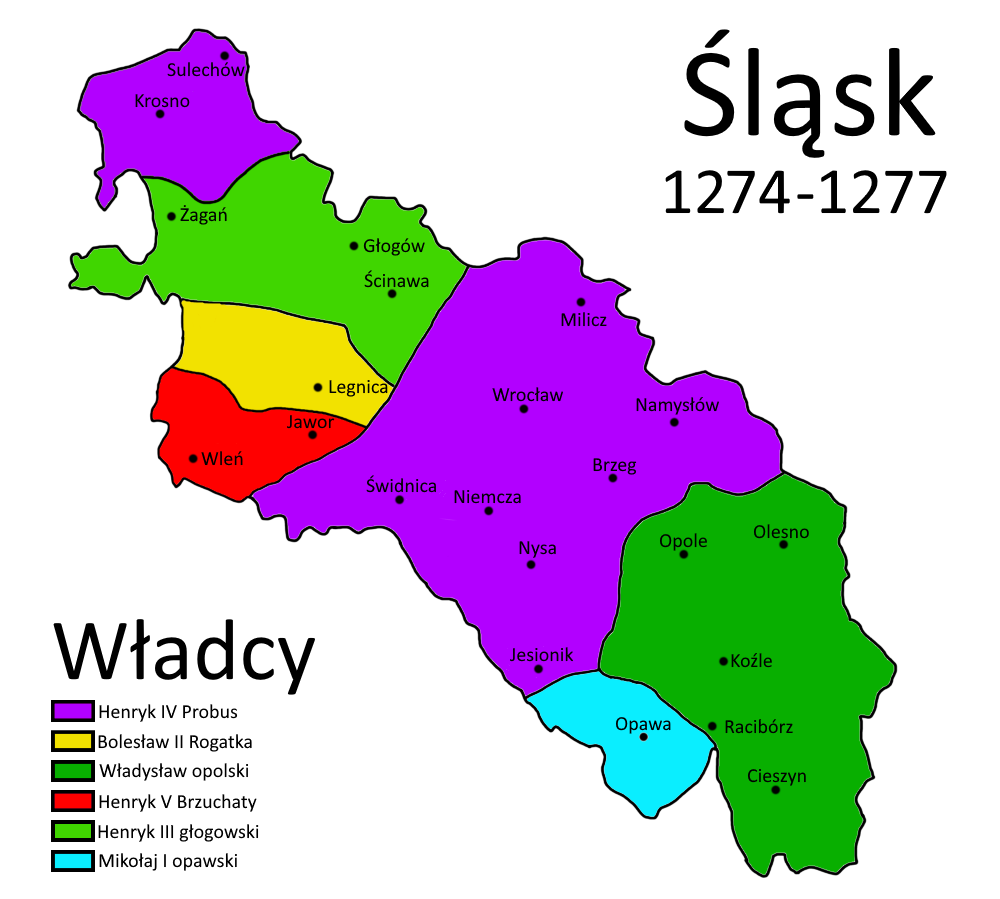
Władztwo Bolesława Rogatki w latach 1273–1277 (żółty kolor)

W latach siedemdziesiątych widać wyraźny spadek aktywności politycznej Bolesława. Coraz bardziej zaczął oddawać też władzę w ręce dorastających synów. W 1273 wydzielił dzielnicę ze stolicą w Jaworze najstarszemu potomkowi Henrykowi V i wydawało się, że starzejący się książę zrezygnował już definitywnie z awanturniczej polityki. W 1277 roku związał się jednak sojuszem z królem rzymskim Rudolfem I Habsburgiem (miała to być przeciwwaga wobec sojuszu reszty książąt śląskich z królem Czech Przemysłem Ottokarem II) i za jego namową zdecydował się porwać bratanka, Henryka IV Probusa. Pretekstem było żądanie wydzielenia mu jednej trzeciej dzielnicy wrocławskiej po zmarłym w 1270 roku najmłodszym bracie Władysławie. Porwanie udało się i wkrótce ważny jeniec znalazł się na zamku w Legnicy. Za młodym księciem wrocławskim ujęli się król czeski oraz książę Głogowa, Henryk III i Wielkopolski, Przemysł II. Wyprawa koalicji jednak nie powiodła się. Wprawdzie Rogatka zbiegł z pola bitwy pod Stolcem, ale pomimo tego jego syn Henryk V starcie to, z pozoru przegrane, potrafił wygrać. Wziął też sprzymierzonych wodzów do niewoli. Spór został zakończony ugodą – Henryk IV odzyskał wolność w zamian za 1/3 księstwa ze Środą Śląską.

### Śmierć i następstwo (1278)

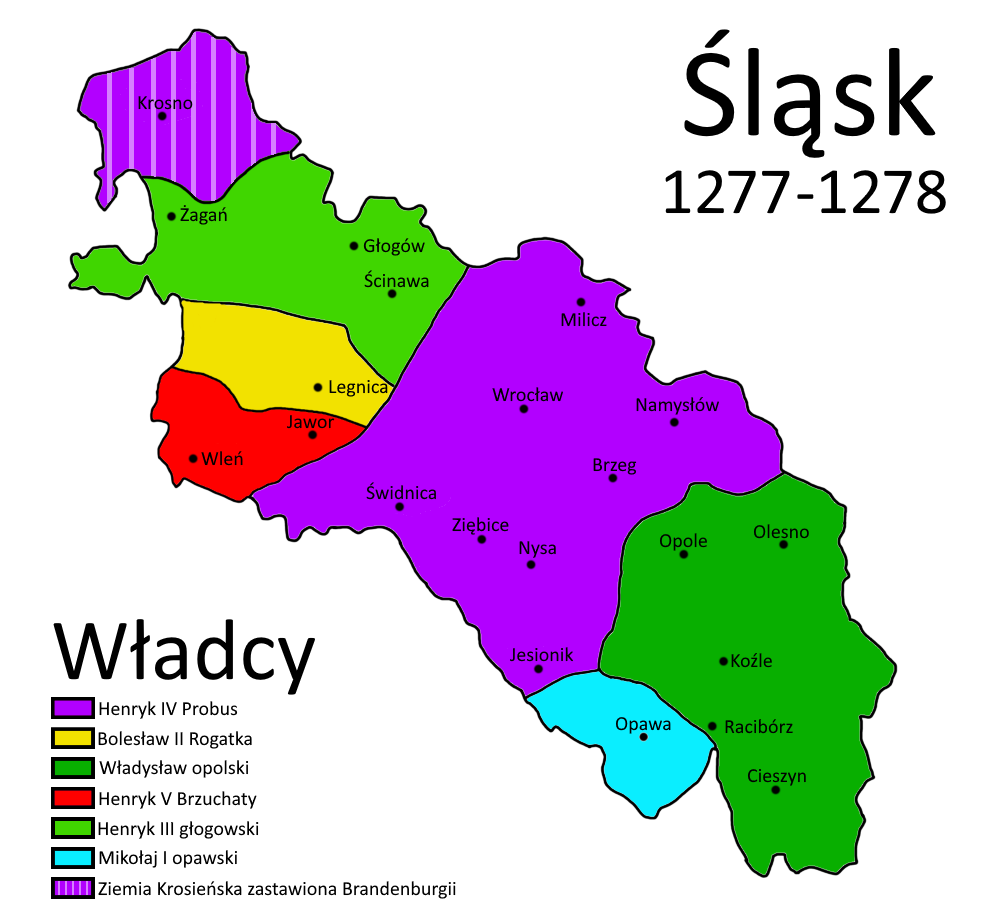
Państwo Bolesława Rogatki w latach 1277–1278 (żółty kolor)

Był to ostatni sukces księcia. Bolesław II Rogatka zmarł 26 grudnia 1278 roku i został pochowany w kościele dominikanów w Legnicy. Z małżeństwa z Jadwigą Anhalcką doczekał się trzech synów (Henryk V Brzuchaty, Bolko I Surowy i Bernard Zwinny i czterech córek (Agnieszka żona hrabiego Wirtembergii Ulryka I, Jadwiga żona Konrada II czerskiego, Anna ksieni w Trzebnicy i Elżbieta, od 1268 r. żona Ludwiga von Hackeborn). Jadwiga zmarła w 1259 roku i wtedy Bolesław zdecydował się na powtórny ożenek. Wybór księcia legnickiego padł na córkę władcy Tczewa Sambora, Eufemię. Małżeństwo to nie było udane. Eufemia miała według jednego z kronikarzy z powodu nieprawości męża i jawnego współżycia z kochanką pieszo w jednej sukni wrócić na Pomorze Gdańskie. Eufemia pojawiła się na Śląsku po śmierci męża, najprawdopodobniej więc wróciła. Z drugiego małżeństwa Bolesław miał jedną córkę, Katarzynę.
Jego konkubina w dawnej historiografii została uznana za jego trzecią żonę; dano jej również imię Zofii z Doren, co jednak zostało skutecznie zakwestionowane przez późniejszych badaczy.

### Bolesław i jego sława rycerska
Książę lubował się w rycerskim życiu, był organizatorem pierwszego turnieju rycerskiego na ziemiach polskich.
Turniej zorganizowano w Lwówku w roku 1243. Podobno od tamtej pory turnieje odbywały się w księstwie regularnie, często na legnickim rynku. Bolesław sam chętnie wykazywał się zręcznością rycerską stając w szranki z konkurentami.
Dwór księcia był także oazą średniowiecznej kultury, gdyż owe turnieje były znane w szerokim świecie i ściągały na zamek legnicki wiele barwnych postaci owych czasów.
Książę jako prawdziwy przedstawiciel dworskiej i rycerskiej kultury spędzał czas wolny na podróżach konnych po księstwie w towarzystwie swojego ulubionego pieśniarza Suriana.

### Fundacje
- kościół dominikanów w Legnicy

### Pomniki
Bolesława Rogatkę upamiętnia renesansowa płaskorzeźba umieszczona w portalu bramy wjazdowej Zamku Piastów Śląskich w Brzegu.